# Gymnothorax angusticauda
Gymnothorax angusticauda är en fiskart som först beskrevs av Weber och De Beaufort, 1916.  Gymnothorax angusticauda ingår i släktet Gymnothorax och familjen Muraenidae. Inga underarter finns listade i Catalogue of Life.